# Норузи, Хади
Хади Норузи (перс. هادی نوروزی‎; 19 июля 1985 года, Баболь — 1 октября 2015 года, Тегеран) — иранский футболист.

## Клубная карьера
Хади Норузи — воспитанник тегеранского клуба «Персеполис». С 2000 года он выступал за юношеские и молодёжные команды клуба. Также некоторое время он провёл в столичных командах «Пасаргад Тегеран» и «Фадж Сепах Тегеран», выступавших в низших лигах Ирана. В 2007 году Норузи стал футболистом клуба «Дамаш Ираниан», игравшего в то время в лиге Азадеган, второй по уровне в системе футбольных лиг Ирана. За сезон 2007/2008 он провёл 22 матча и забил 10 мячей в рамках чемпионата.
В сезоне 2008/2009 вернулся в «Персеполис», в составе которого и дебютировал в Про-лиге, главной в Иране. Первый гол на высшем уровне он забил 18 октября 2008 года, отличившись в рамках 5 тура в гостевом поединке против «Фулада». 10 марта 2009 года отметился также своим первым забитым мячом в Лиге чемпионов АФК, доведя счёт до крупного в поединке с эмиратским клубом «Шарджа». В следующем чемпионате Норузи отметился уже 8 голами, в том числе дублем в ворота «Мес Кермана» в первом туре и ответным мячом в принципиальном поединке против «Эстегляля».
Следующие 2 года Норузи провёл в «Персеполисе», а в ноябре 2013 года был отдан в аренду «Нафт Тегерану», также представлявшему столицу в чемпионате Ирана. По окончании сезона 2013/14 он вернулся в «Персеполис». Перед стартом чемпионата 2015/16 Норузи был назначен капитан команды после ухода Мохаммада Нури.
1 октября 2015 года Норузи скончался во время сна от сердечного приступа.

## Карьера в сборной
Норузи дебютировал в составе сборной Ирана 12 августа 2009 года в товарищеском матче против сборной Боснии и Герцеговины, когда на 66-й минуте матча заменил Феридуна Занди.

### Клубная карьера
| Клуб             | Сезон            | Лига | Лига | Кубки | Кубки | Азиатские кубки | Азиатские кубки | Итого | Итого |
| Клуб             | Сезон            | Игры | Голы | Игры  | Голы  | Игры            | Голы            | Игры  | Голы  |
| ---------------- | ---------------- | ---- | ---- | ----- | ----- | --------------- | --------------- | ----- | ----- |
| Дамаш Ираниан    | 2007/08          | 22   | 10   | 6     | 4     | —               | —               | 28    | 14    |
| Персеполис       | 2008/09          | 15   | 2    | 3     | 1     | 5               | 1               | 23    | 4     |
| Персеполис       | 2009/10          | 30   | 8    | 5     | 0     | —               | —               | 35    | 8     |
| Персеполис       | 2010/11          | 29   | 7    | 5     | 2     | 6               | 0               | 40    | 9     |
| Персеполис       | 2011/12          | 18   | 2    | 2     | 0     | 4               | 0               | 24    | 2     |
| Персеполис       | 2012/13          | 25   | 4    | 5     | 3     | —               | —               | 30    | 7     |
| Персеполис       | 2013/14          | 10   | 0    | 1     | 1     | —               | —               | 11    | 1     |
| Нафт Тегеран     | 2013/14          | 12   | 3    | 0     | 0     | —               | —               | 12    | 3     |
| Персеполис       | 2014/15          | 20   | 2    | 4     | 0     | 8               | 1               | 32    | 3     |
| Персеполис       | 2015/16          | 5    | 1    | 1     | 0     | —               | —               | 6     | 1     |
| Всего за карьеру | Всего за карьеру | 185  | 39   | 32    | 11    | 23              | 2               | 239   | 51    |